# 1-е Коломенское благочиние
1-е Коломенское благочиние — округ Коломенской епархии Русской православной церкви, объединяющий 16 приходов в городе Коломне Московской области.
Благочинный округа — протоиерей Сергий Кулемзин, настоятель Иоанно-Предтеченского храма города Коломны.

## История благочиний города Коломны и Коломенского округа
В середине XIV века была учреждена Коломенская епархия. Это был ближайший к Москве епархиальный центр. Коломенская епархия просуществовала до 1799 года, когда она была упразднена, а кафедра была перенесена в Тулу.
В начале 1990-х годов Коломенское благочиние Московской областной епархии включало в себя территорию 4 районов: Коломенского, Луховицкого, Озерского и Зарайского. Затем в благочинии остались храмы города Коломны и Коломенского района. Указом Управляющего Московской епархией митрополита Коломенского и Крутицкого Ювеналия от 24 марта 2016 года из Коломенского благочиния выделены 17 приходов в новообразованное благочиние города Коломны.
20 мая 2021 года указом митрополита Крутицкого и Коломенского Павла благочиние церквей города Коломны было переименовано в 1-е Коломенское благочиние, а Коломенское благочиние разделили на 2-е Коломенское и 3-е Коломенское благочиния.

### Благочинные (с 1989 г.)
- протоиерей Александр Захаров
- протоиерей Николай Качанкин
- протоиерей Андрей Хмылов
- священник Владимир Пахачев (с 2007 г. — протоиерей)
- епископ Луховицкий Петр (Дмитриев)

## Храмы
Приходские:

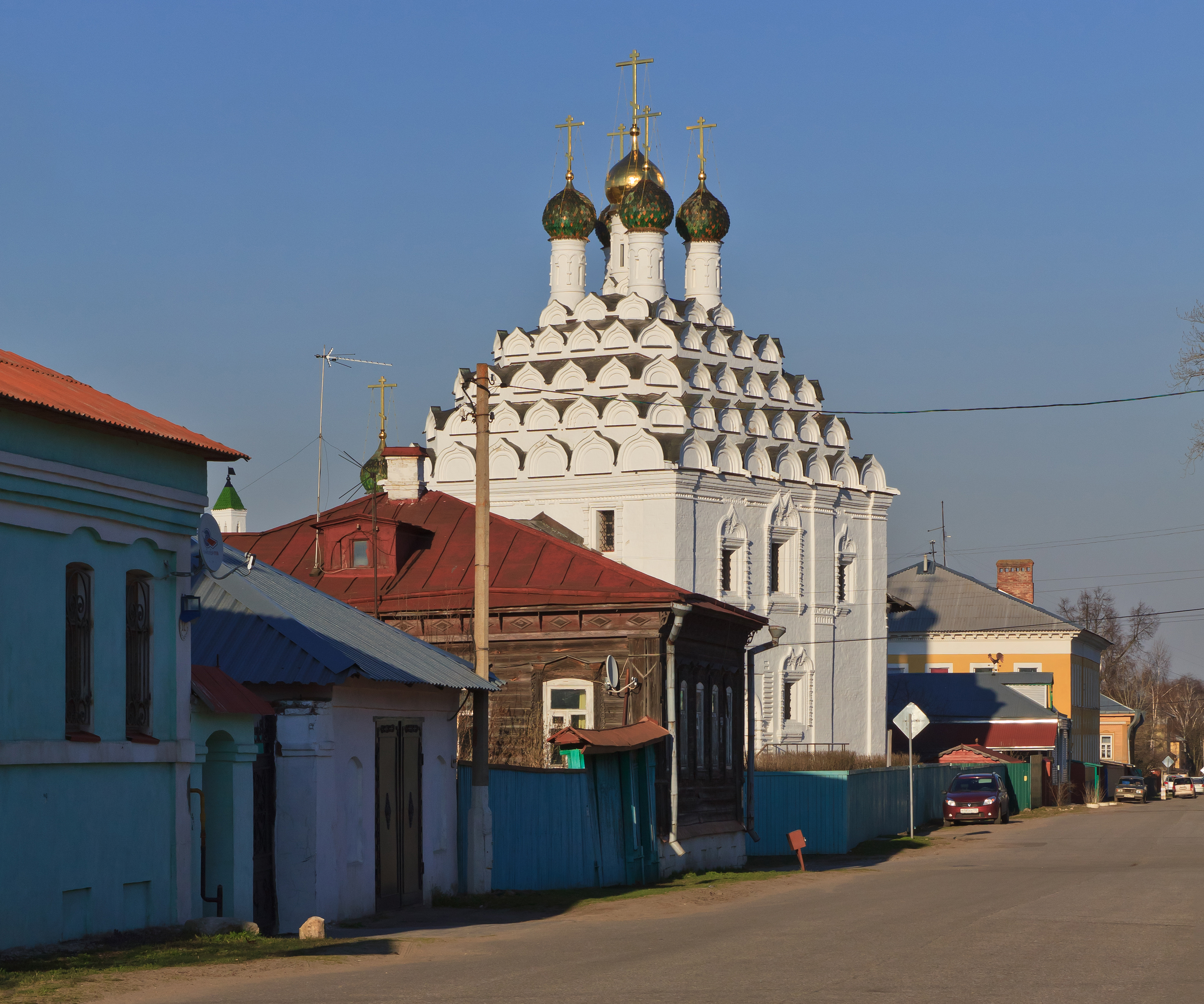
Храм Николы на Посаде

- Успенский кафедральный собор (улица Лазарева, 14)
- Борисоглебский храм (Большая Запрудная улица, 25)
- Вознесенский храм (Красногвардейская улица, 8а)
- Ильинский храм (Малинское шоссе, 26)
- Иоанно-Богословский храм (площадь Двух революций, 1)
- Иоанно-Предтеченский храм (Городищенская улица, 102а)
- Крестовоздвиженский храм (улица Лазарева, 24)
- Никитский храм (Посадская улица, 32)
- Никольский храм (улица Лазарева, 16)
- Петропавловский храм (улица Мешкова, 1)
- Покровский храм (Москворецкий переулок, 8)
- Троицкий храм в Протопопове (улица Добролюбова, 55)
- Троицкий храм на Репне (улица Толстикова, 56)
- Троицкий храм в Щурове (Октябрьская улица, 3)
- Филаретовский храм в Колычеве
- Христорождественский храм

Приписные храмы и часовни:
- храм Воскресения Словущего
- Храм иконы Божией Матери Тихвинская
- крестильный храм Иоанна Предтечи
- храм Димитрия Солунского
- храм Серафима Саровского
- Часовня Архангела Михаила
- крестильный храм Сергия Радонежского
- храм-часовня Кирилла и Мефодия
- часовня Николая Чудотворца